# Chalcoscirtus talturaensis
Chalcoscirtus talturaensis är en spindelart som beskrevs av Logunov, Marusik 1999 [2000. Chalcoscirtus talturaensis ingår i släktet Chalcoscirtus och familjen hoppspindlar. Inga underarter finns listade i Catalogue of Life.